# Neocaridina heteropoda
Neocaridina heteropoda és una espècie de crustaci decàpode d'aigua dolça de la família Atyidae, originària de Taiwan. És mantinguda freqüentment en aquaris. La coloració natural d'aquesta gamba és un color verd-marró, encara que la varietat vermella és normalment la més venuda. No se l'ha de confondre amb Caridina cantonensis que és molt semblant i també molt popular en l'aquariofília.

## Morfologia
Els exemplars adults arriben a fer fins a 4 centímetres de llarg i pot viure entre 1 i 2 anys. En aquesta espècie és bastant senzill identificar les femelles, ja que des de molt aviat es pot apreciar una petita taca a la part posterior del cefalotòrax, que indica que aquest exemplar està començant a desenvolupar els ous i, per tant, és una femella. En estat adult, aconsegueixen una major grandària que els mascles, i en totes les variacions de color, les femelles sempre tenen més quantitat de pigments i per tant, tenen un color més cridaner.

## Alimentació
Són omnívores i, per tant, poden menjar les restes d'aliments per peixos que caiguin al fons, algues, carronya, etc. Tot i així, tenen una gran predilecció per les algues, cosa que ajuda a mantenir l'aquari net si es mantenen en grups considerables. Alhora, també és bo suplir aquesta alimentació d'algues amb menjar granulat que caigui al fons de l'aquari per assegurar-nos que tinguin una dieta variada.

## En l'aquari
És molt popular en aquariofília i s'hi poden trobar moltes varietats com ara la red cherry, la sakura o la red fire, segons la intensitat i solidesa de coloració que presenti. Mitjançant selecció artificial, també s'ha aconseguit exemplars d'altres colors, com grocs, taronges o blaus. És una de les millors gambes d'aigua dolça per la seva fortalesa, adaptabilitat a molt diferents tipus d'aigua i la facilitat de reproduir-se en l'aquari. Les femelles neden i es mouen menys que els mascles, però són més voraces i atrevides que els mascles. Les adultes són molt més atrevides i no s'espanten fàcilment ni tan sols de peixos de mida considerable, sobretot les més velles. Si al principi són tímides i espantadisses, amb el temps es fan més confiades.
Són tant diürnes com nocturnes. Si l'aquari és comunitari i cohabiten amb peixos amenaçadors passaran el dia ocultes i es passejaran de nit. Prefereix llum baixa o tamisada per les plantes, però no té problemes a sortir a plena llum per menjar algues, restes de menjar de peixos, etc.

### Paràmetres
- pH: 6,5-8
- Temperatura: 16-28 °C.

Com totes les gambes, és especialment sensible a qualsevol tipus de canvi en l'aigua. Tenint en compte aquesta dada, i mantenint-les en uns marges raonables, és una espècie que criarà molt fàcilment, de fet en determinats llocs la descriuen com una gamba "invasora". Els rangs de duresa i temperatura que es donen com òptims per a aquesta espècie són orientatius, si es fa de forma progressiva, consta que poden viure a 12 °C tot i que, per sota de 18 °C no es pot assegurar que es reprodueixin, per dalt, poden viure per sobre de 30 °C, sempre que l'aigua tingui una bona oxigenació, a més temperatura tindran un metabolisme més ràpid. Si l'aigua de la zona està per sobre o per sota dels paràmetres òptims, podem adaptar aquesta espècie sense necessitat de modificar l'aigua, que se sàpiga poden viure a GH 1-20 i Kh 1-20, es recomana no sortir del rang òptim, per a les varietats de color més seleccionades.

## Galeria

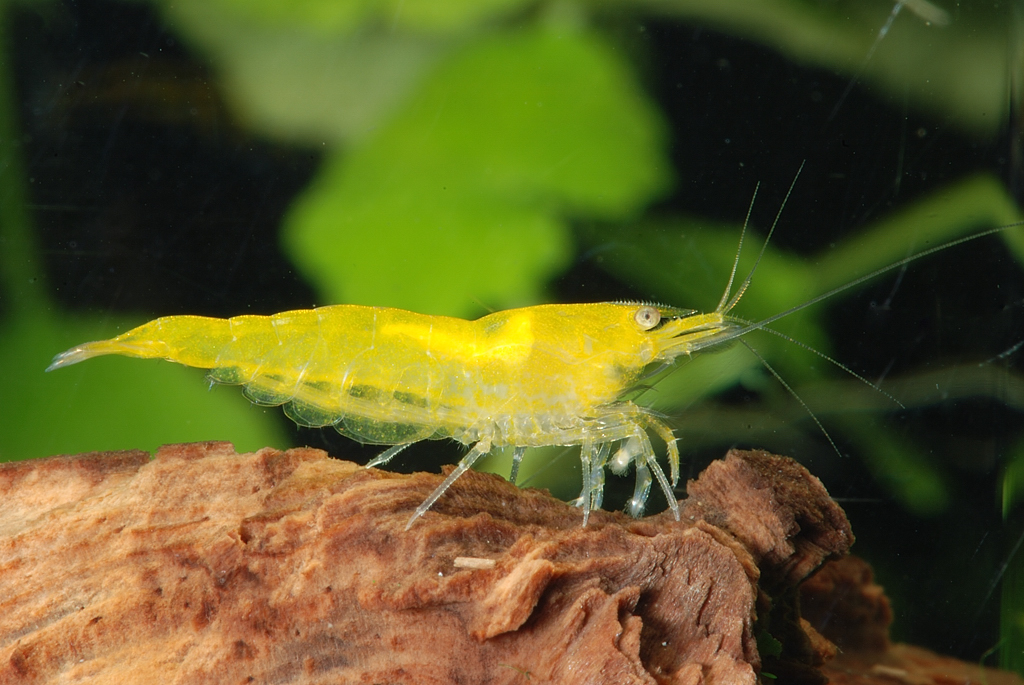
Neocaridina heteropoda var. yellow.
- Neocaridina heteropoda amb ous.